# Pyrrocoma
Pyrrocoma é um gênero botânico pertencente à família Asteraceae.

## Espécies
Estão descritas 15 espécies:
- Pyrrocoma apargioides (A.Gray) Greene
- Pyrrocoma carthamoides Hook.
- Pyrrocoma clementis Rydb.
- Pyrrocoma crocea (A.Gray) Greene
- Pyrrocoma hirta (A.Gray) Greene
- Pyrrocoma insecticruris (L.F.Hend.) A.Heller
- Pyrrocoma integrifolia (Porter ex A.Gray) Greene
- Pyrrocoma lanceolata (Hook.) Greene
- Pyrrocoma liatriformis Greene
- Pyrrocoma linearis (D.D.Keck) Kartesz & Gandhi
- Pyrrocoma lucida (D.D.Keck) Kartesz & Gandhi
- Pyrrocoma racemosa (Nutt.) Torr. & A.Gray
- Pyrrocoma radiata Nutt.
- Pyrrocoma rigida Rydb.
- Pyrrocoma uniflora (Hook.) Greene